# 坂本長利
坂本 長利（さかもと ながとし、1929年10月14日 - 2024年3月20日）は、日本の俳優。島根県出雲市出身。身長163cm、体重54kg。かつてはオフィスPSCに所属していた。

## 略歴
- 1951年、山本安英、岡倉士朗らが主宰する「ぶどうの会」に入団。
- 1953年、木下順二作『風浪』で初舞台を踏み、さらに木下作『三年寝太郎』、宮本研作『明治の柩』などに出演した。
- 1964年、「ぶどうの会」解散後の翌年、竹内敏晴、和泉二郎らと演劇集団「変身」を結成。東京・代々木の「代々木小劇場」を 本拠地に小劇場運動の先駆けとなるとともに、宮本研作『とべ、ここがサド島だ』『ザ・パイロット』、秋浜悟史作『冬眠まんざい』などの舞台に立った。
- 1967年の初演以来、独演劇『土佐源氏』（宮本常一聞き書きによる）を、出前芝居と称して日本各地を はじめ、ポーランド、スウェーデン、ドイツ、オランダ、ブラジル、ペルー、イギリス、韓国にて海外公演も多数行う。
- 1971年、「変身」解散後は映画・テレビなどにも多数出演。
- 2012年、坪川拓史監督・映画『ハーメルン』（共演は西島秀俊、倍賞千恵子ほか）に出演。
- 2024年3月20日午前2時15分、老衰のため栃木県佐野市の病院で死去[1]。94歳没。

## 一人芝居『土佐源氏』
1967年、新宿の幕間狂言として当時38歳にて初演。以後55年に渡り演じ続け、ライフワークと言える坂本の代表作となった。1985年、紀伊国屋演劇賞特別賞、2000年、旅の文化賞を受賞。1996年1月、広島・因島公演で1000回を突破し、2012年3月の福島県昭和村公演で1150回となり、最終的には令和5年7月2日、栃木県佐野市での公演にて1223回を数えている。

## 出演

### 映画
- 薔薇の葬列（1969年）
- 真昼の情事（1972年） - 沼田譲
- あゝ声なき友（1972年）
- 女子大生SEX方程式（1973年1月13日公開） - 博士
- 昼下りの情事　古都曼陀羅 （1973年） - 富岡幻舟
- 股旅（1973年） - 旅籠の亭主
- 団地妻　女の匂い（1973年） - 中谷
- 女子大生SEX方程式　同棲 （1973年） - 矢吹浩二
- （秘）穴場情報　牝馬の吐息 （1973年） - 柴田哲三
- やくざ観音　情女仁義 （1973年） - 斉田清明
- 女子大生　SEX夏期ゼミナール（1973年） - 夏木好男
- （秘）女郎残酷色地獄 （1973年） - 玉の屋左吉
- 欲情の季節　密をぬる18才 （1973年） - 白石
- ネオンくらげ（1973年） - レインボーの客
- 団地妻　昼下りの誘惑（1974年） - 石井理一郎
- 実録ジプシー・ローズ（1974年、西村昭五郎監督） - 正邦乙彦
- 女子大生　かりそめの妻（1974年）
- すけばん刑事　ダーティ・マリー（1974年） - 高崎
- 卓のチョンチョン（1974年）
- 花と蛇 （1974年） - 遠山千造
- 赤線最後の日　昭和33年3月31日（1974年、白鳥信一監督） - ナレーター
- くノ一淫法　百花卍がらみ（1974年） - 黒岩典膳
- （秘）色情めす市場（1974年）
- 狂乱の喘ぎ（1974年）
- 生贄夫人（1974年10月26日公開）
- バージンブルース（1974年）
- 実録阿部定（1975年）
- 主婦の体験レポート　続おんなの四畳半（1975年）
- 看護婦（秘）カルテ　白い制服の悶え （1975年） - 柴田真作
- 好色元禄㊙物語（1975年） - 忠兵衛
- 新・団地妻　夫婦交換（1975年）
- 幼な妻　絶叫!!（1976年11月3日公開） - 津田
- 色情妻　肉の誘惑（1976年） - 中垣内十三
- 四畳半芸者の枕紙 （1977年）
- 赤い花弁が濡れる（1977年）
- 性と愛のコリーダ（1977年）
- 僕は天使ぢゃないよ（1977年） - ボロニアス
- LONG GOOD-BY（1977年）
- 肉体の悪魔（1977年）
- 女子大生　（秘）SEX診断（1977年）
- 肉体の門（1977年）
- 私は犯されたい（1978年） - 隆三
- 宇能鴻一郎の看護婦寮 （1978年） - 院長先生
- 宇能鴻一郎の看護婦寮日記 （1979年）
- 希望ケ丘夫婦戦争（1979年） - 川口知也
- 堕靡泥の星　美少女狩り（1979年）
- 昭和エロチカ　薔薇の貴婦人（1982年）
- 美姉妹　犯す（1982年、にっかつ）
- ノストラダムス戦慄の啓示（1991年）
- サディスティック&マゾヒスティック（2001年、中田秀夫監督）
- えんがわの犬（2001年)
- Last Scene （2002年） - 守衛
- 丹下左膳　百万両の壺（2004年） - 弥平
- ボディ・ジャック（2008年）
- ハーメルン（2013年9月7日公開、坪川拓史監督） - 校長先生
- モルエラニの霧の中（2021年） - 吉井武治
- Dr.コトー診療所（2022年） - 中村三郎
- バカ塗りの娘（2023年） - 青木清治

### テレビドラマ
- 鬼平犯科帳 第1シリーズ  第52話「乞食坊主」（1970年、NET / 東宝）- 番頭 昌吉
- 帰ってきたウルトラマン 第23話「暗黒怪獣 星を吐け!」（1971年、TBS / 円谷プロ） - 農民
- タイム・トラベラー（1972年、NHK）
- アイフル大作戦 第32話「ドヒャーッ! 仕掛けて仕損じなし」（1973年、TBS / 東映）
- 特別機動捜査隊 第637話「愛の迷路」（1974年、NET / 東映） - 君塚
- ライオン奥様劇場・母人形（1974年、フジテレビジョン / NMC）
- イナズマン 第18話「友情のイナズマ落し!!」（1974年、NET / 東映） - 監督
- 伝七捕物帳 （NTV）
  - 第95話「人情むらさきのれん」（1976年）- 紋次
  - 第145話「下町情話板前仁義」（1977年）- おろちの徳三
  - 第159話「長屋に咲いた夫婦花」（1977年）- 喜助
- 砂の器（1977年、CX） - 本浦千代吉
- 中学生日記(1977年、NHK) - 貸本屋の主人
- 大河ドラマ（NHK）
  - 黄金の日日（1978年） - 丹羽長秀
    - 第20話「聖母昇天」
    - 第29話「起死回生」

  - 獅子の時代（1980年） - 石崎六助
- 桃太郎侍 第99話「引越して来たスゴい奴」（1978年、NTV） - 仙石飛騨守
- 恐竜戦隊コセイドン 第49話「人間大砲コセイダー 大漂流」（1979年、12ch / 円谷プロ） - 九条博士
- 土曜ワイド劇場 / 悪女の仮面 扉の陰に誰かが…（1980年、ANB / にっかつ撮影所）
- 暴れ九庵 第24話「汚れはしたものの」（1985年、KTV / 東宝） - 喜平
- 武蔵坊弁慶（1986年、NHK） - 船所五郎政利
- 時にはいっしょに 第7話（1986年、CX） - おもちゃ店の客
- 北の国から '87初恋（1987年、CX） - 大里政吉
- 空と海をこえて（1989年、TBS）
- 火曜サスペンス劇場 / 浅見光彦ミステリー7・備後路殺人事件（1990年、NTV）
- 大岡越前（TBS / C.A.L）
  - 第11部 第1話、第2話「吉宗暗殺の野望」（1990年4月23、30日） - 野田柳石
  - 第12部 第17話「地獄の淵に咲いた恋」（1992年2月10日） - 儀兵衛
  - 第14部 第15話「牛も唸った大岡裁き」（1996年9月23日） - 六兵衛
  - 第15部 第19話「花は知っていた」（1999年1月25日） - 甚兵衛
- 鬼平犯科帳（CX / 松竹）
  - 第3シリーズ 第14話「二つの顔」（1992年） - 夜ぎつねの富造
  - 第4シリーズ 第4話「正月四日の客」（1993年） - 庄兵衛
- わたしってブスだったの?（1993年、TBS / 木下プロダクション）
- 都合のいい女（1993年、CX）
- 水戸黄門外伝 かげろう忍法帖 第14話「紬の里の鴉退治 -飯田-」（1995年8月21日、TBS / C.A.L） - 田之倉武太夫
- 月曜ドラマスペシャル （TBS）
  - 松本清張特別企画・父系の指（1995年）
  - 一色京太郎事件ノート2・京都栂ノ尾殺人事件（1996年、オフィス・ヘンミ）
- 水戸黄門（TBS / C.A.L）
  - 第24部
    - 第20話「駕籠屋と消えた黄門様 -出雲-」（1996年2月5日） - 清兵衛
    - 第25話「天下の名医は敵持ち -松本-」（1996年3月11日） - 沢島嵐堂

  - 第27部 第13話「颯爽!紫頭巾 -黒石-」（1999年6月14日） - 大垣兵衛門
- 南町奉行事件帖 怒れ!求馬 第1話「両国橋に駒が飛ぶ」・第2話「大奥に駒が飛ぶ」（1997年 TBS / C.A.L） - 奥野哲翁
- ガラスの靴（1997年、NTV）
- 玩具の神様（1999年、NHK）
- 喪服のランデヴー（2000年、NHK） - 挽地圭一郎
- Dr.コトー診療所シリーズ（CX） - 中村三郎
  - Dr.コトー診療所（第1期）（2003年）
  - Dr.コトー診療所2004（2004年）
  - Dr.コトー診療所（第2期） （2006年）
- 都立水商!（2006年、NTV） - 山崎
- 大好き!五つ子Go3!!（2007年、TBS） - 西園寺俊太郎
- 坂の上の雲 （2009年12月、NHK） - 水練の師範
- やすらぎの郷（2017年、EX） - 住職
- SEDAI WARS（2020年） - 後藤田勝[3]
- 深夜食堂 -Tokyo Stories-（第5部）（2019年、Netflix）- 梅じい

### ラジオドラマ
- モグラたちの夢ゲリラ（エフエム東京、1988年6月30日） - チョロ丸

### 舞台
- 土佐源氏（一人芝居）
- 海神別荘（1980年、博品館劇場特別公演辻村寿三郎の世界） - 僧都（声の出演）[4]